# Kim Staelens
Kim Staelens (ur. 7 stycznia 1982 w Kortrijk w Belgii) – siatkarka reprezentacji Holandii. Występuje na pozycji rozgrywającej. Jej siostrą jest Chaïne Staelens, jedna z najlepszych holenderskich siatkarek.
We wrześniu 2010 r. urodziła córkę Lynn, a jej partnerem życiowym jest również siatkarz - Mark Sterken.
W sezonie 2012/2013 siatkarka występowała w ORLEN Lidze, w drużynie Impel Wrocław.

## Osiągnięcia
- 2009 - Srebrny medal Mistrzostw Europy rozgrywanych w Polsce
- 2009 - Brązowy medal Ligi Mistrzyń
- 2007 - Złoty medal World Grand Prix
- 1999, 2006, 2007, 2008 - Mistrzostwo Holandii
- 1999, 2006, 2007, 2008 - Puchar Holandii
- 2003 - Puchar Niemiec
- 2003 - Mistrzostwo Niemiec
- 1999 - W-ce Mistrzostwo Europy juniorów rozgrywanych w Polsce

## Nagrody indywidualne
- 1999 - Najlepiej rozgrywająca zawodniczka Mistrzostw Europy juniorów rozgrywanych w Polsce